# Kínai labdarúgó-bajnokság (első osztály)
A Kínai Szuperliga (kínai nyelven: 中国足球协会超级联赛; pinyini átírással: Zhōngguó Zúqiú Xiéhuì Chāojí Liánsài) a kínai profi labdarúgó-bajnokság elnevezése, amely az ország legmagasabb szintű pontvadászata. A ligát jelenleg 16 csapat alkotja. A liga történetének eddigi legsikeresebb csapata a 8 bajnoki címet számláló Kuangcsou Evergrande. Szponzorált nevén Ping An Chinese Football Association Super League, a Kínai labdarúgó-szövetség szervezi.
Ellentétben sok európai ligával, a kínai bajnokság február-március környékén kezdődik, jellemzően ez a kínai tavasz, és november-decemberben ér a szezon végéhez. Az utolsó két helyezett kiesik, míg az első három helyezett indulhat a Bajnokok Ligájaban.

## Története
1994-ben a kínai Jia-A-League lett az ország első profi labdarúgó-bajnoksága. 2000. október 29-én  Yan Shiduo, a kínai Labdarúgó Szövetség alelnöke, új profi liga rendszer létrehozásáról számolt be. 2002-ben a CFA döntött, hogy létrehozza a kínai Super League-t, amely 2004-ben kezdődött.
Az új bajnokság az első évben 14 csapattal vette kezdetét, majd 2005-től már 16 csapat szerepel a legfelső osztályban. 2009 óta stabilan tartani tudja ezt a létszámot, az utolsó két helyezett pedig kiesik a kínai League One-ba, azaz a másodosztályba. 2010-ben több botrány is sújtotta a ligát, mint szerencsejáték, bundázás és korrupció, a liga alelnökét pedig börtönbe zárták.
2011-ben sikerült egyre hatékonyabban fellépni a bűnszervezetek ellen, a klubok pedig egyre nagyobb összegeket invesztáltak a labdarúgásba. A 2012-es szezontól kezdve napjainkig több neves labdarúgó és edző is megfordult a bajnokságban, így például Didier Drogba, Nicolas Anelka, Robinho, Seydou Keita vagy Frédéric Kanouté. Edzősködött kínában Jean Tigana, Luiz Felipe Scolari, Sven-Göran Eriksson és Marcello Lippi is.
2016 januárjában a bajnokságban szereplő csapatok gazdaságilag megerősödtek annyira, hogy a nagy európai csapatokkal is felvegyék a versenyt, ami a fizetéseket illeti. A kínai élvonalbeli labdarúgó-bajnokságban szereplő együttesek a téli átigazolási időszakban  csaknem 350 millió eurót költöttek, és olyan sztárokat csábítottak el az európai topligákból, mint Gervinho vagy Ramires, vagy a rekordot jelentő 50 millió euróért szerződtetett Alex Teixeira. 2016 nyarán ez a rekord is megdőlt, miután a Shanghai SIPG 56 millió eurót fizetett a brazil Hulkért.

## Dobogósok
| Szezon | Bajnok               | Második              | Harmadik              |
| ------ | -------------------- | -------------------- | --------------------- |
| 2004   | Shenzhen Jianbalo    | Santung Tajsan       | Inter Shanghaj        |
| 2005   | Talien Sitö          | Shanghaj Shenhua     | Santung Tajsan        |
| 2006   | Santung Tajsan       | Shanghaj Shenhua     | Peking Guoan          |
| 2007   | Csangcsun Jataj      | Peking Guoan         | Santung Tajsan        |
| 2008   | Santung Tajsan       | Shanghaj Shenhua     | Peking Guoan          |
| 2009   | Peking Guoan         | Csangcsun Jataj      | Henan Construction    |
| 2010   | Santung Tajsan       | Tiencsin Teda        | Shanghaj Shenhua      |
| 2011   | Kuangcsou Evergrande | Peking Guoan         | Liaoning FC           |
| 2012   | Kuangcsou Evergrande | Csiangszu Sainty     | Peking Guoan          |
| 2013   | Kuangcsou Evergrande | Santung Tajsan       | Peking Guoan          |
| 2014   | Kuangcsou Evergrande | Peking Guoan         | Kuangcsou R&F         |
| 2015   | Kuangcsou Evergrande | Shanghaj SIPG        | Santung Tajsan        |
| 2016   | Kuangcsou Evergrande | Csiangszu Szuning    | Shanghaj SIPG         |
| 2017   | Kuangcsou Evergrande | Shanghaj SIPG        | Tiencsin Csüancsien   |
| 2018   | Shanghaj SIPG        | Kuangcsou Evergrande | Santung Tajsan        |
| 2019   | Kuangcsou Evergrande | Peking Guoan         | Shanghaj SIPG         |
| 2020   | Csiangszu Szuning    | Kuangcsou Evergrande | Peking Guoan          |
| 2021   | Santung Tajsan       | Shanghaj SIPG        | Kuangcsou Evergrande  |
| 2022   | Wuhan Three Towns    | Santung Tajsan       | Csejiang Professional |

## Dicsőségtabló
| Klub                 | Bajnoki cím | Második hely | Győztes szezon                                 | Második helyezett szezon |
| -------------------- | ----------- | ------------ | ---------------------------------------------- | ------------------------ |
| Kuangcsou Evergrande | 8           | 2            | 2011, 2012, 2013, 2014, 2015, 2016, 2017, 2019 | 2018, 2020               |
| Santung Tajsan       | 4           | 3            | 2006, 2008, 2010, 2021                         | 2004, 2013, 2022         |
| Peking Guoan         | 1           | 4            | 2009                                           | 2007, 2011, 2014, 2019   |
| Shanghaj SIPG        | 1           | 3            | 2018                                           | 2015, 2017, 2021         |
| Csiangszu Szuning    | 1           | 2            | 2020                                           | 2012, 2016               |
| Wuhan Three Towns    | 1           | 0            | 2022                                           |                          |
| Csangcsun Jataj      | 1           | 0            | 2007                                           | 2009                     |
| Talien Sitö          | 1           | 0            | 2005                                           |                          |
| Sencsen              | 1           | 0            | 2004                                           |                          |
| Shanghaj Shenhua     | 0           | 3            |                                                | 2005, 2006, 2008         |
| Tiencsin Tiger       | 0           | 1            |                                                | 2010                     |